# Luis Augusto García
Luis Augusto García Barragán, más conocido como el Chiqui (Bogotá, 15 de julio de 1950), es un exfutbolista y exentrenador
colombiano que jugaba como centrocampista. Su hijo Luis Alberto García también fue futbolista.

## Trayectoria como futbolista
Como futbolista hizo parte de las divisiones inferiores de Santa Fe, donde estuvo desde los seis, haciendo parte del elenco profesional que salió Campeón en 1971 (haciendo un gol clave para llegar a la serie extra con Nacional, en Medellín en el Cuadrangular Final), Selección Colombia en el Torneo Preolímpico de 1971.
Con Santa Fe jugó hasta 1973, siendo ídolo de la afición santafereña. En 1974 tuvo un paso fugaz por Millonarios, y en 1975 terminó su carrera como jugador en el Deportes Tolima por una lesión en el hombro.

## Trayectoria como técnico
Su debut como entrenador fue en las divisiones inferiores de Millonarios con las cuales consigue el Torneo de Reservas de 1980, en las cuales estuvo hasta 1983. García se capacitó en Suramérica y Europa para prepararse como entrenador y fue asistente técnico de Juan Martín Mugica (Millonarios), Todor Veselinović (Selección de Yugoslavia) y José Omar Pastoriza (Independiente de Avellaneda).
En 1985, luego de terminar su preparación en Europa se hace cargo del Deportes Quindío haciendo una buena y aceptable campaña con el equipo cuyabro en los torneos Apertura y Finalización de 1986 terminando 3.º y 7.º respectivamente y entrando al Octogonal Final donde finalmente ocupó el 7.º lugar, logrando una buena aceptación en los aficionados quindianos con la buena labor hecha en el torneo local.
En 1987 llega a Millonarios donde permanecería hasta 1990; dirigió con éxito al equipo azul donde lograría en primera instancia ganar el título de 1987 ganando los torneos Apertura, Finalización y el Octogonal Final haciendo una campaña de ensueño. Luego volvería a repetir título en 1988, ganándolo de manera consecutiva pero de manera sufrida empatando 1-1 con Junior en Barranquilla en la última fecha del octogonal. De esta manera ganaba los titiulos 12 y 13 respectivamente, siendo los últimos títulos del conjunto embajador en mucho tiempo. En 1989 logró una campaña espectacular en Copa Libertadores llegando a cuartos de final, siendo eliminado en esta instancia a manos de Atlético Nacional que posteriormente logró el título continental. En 1990 logró una campaña bastante discreta, al no clasificarlo a las fases finales terminando en la 9.ª posición, siendo esta su última campaña con Millonarios.
Luego de su fugaz paso por la Selección Colombia, regresaría al Deportes Quindío en agosto de 1991 donde también hizo muy buena campaña en la fase regular, pero esta vez no logró clasificar al cuadrangular final.
Para 1992 asumió la dirección técnica del Envigado F.C. que había logrado el ascenso a la primera categoría. Con el equipo envigadeño hizo una campaña aceptable salvándolo del descenso, aunque no logró entrar a las fases finales terminando en la posición 10.
En 1993 llega a dirigir al Independiente Medellín haciendo una gran campaña terminando en el 2.º lugar de la fase regular, en los cuadrangulares clasificó en el segundo lugar de su grupo al cuadrangular final donde posteriormente sería subcampeón, en el último partido del cuadrangular derrotó al Atlético Nacional por 1-0 con gol de Carlos Castro y con eso estaba siendo campeón durante cinco minutos, pero Oswaldo Mackenzie en Barranquilla marcó el gol en la última jugada que le daría al título al Junior de Barranquilla. Con eso el Independiente Medellín clasificó a la Copa Libertadores 1994, donde lograría también una gran campaña llegando a cuartos de final, eliminado en esta fase a manos del Junior de Barranquilla. En cuanto al torneo local, también ocupó los puestos de privilegio, terminando en la 3.ª posición y nuevamente clasifica al cuadrangular final pero no tuvo mucha suerte, terminando último en el cuadrangular. En el torneo nivelación de 1995 terminó en el 7.º lugar, haciendo una campaña aceptable.
El 14 de julio de 1995 llega al Deportivo Saprissa, donde logra muy buena campaña en el fútbol costarricense, se le destaca haber ganado el torneo de clubes más importante de Centroamérica, la Copa de Campeones de la Concacaf 1995 superando en puntos al Municipal de Guatemala, Alajuelense y al CS Moulien de Guadalupe. Renunció a la dirección técnica del Deportivo Saprissa el día 20 de febrero de 1996, argumentando asuntos familiares. Sería reemplazado por Carlos Watson.
Luego de su renuncia al Deportivo Saprissa, en marzo de 1996 asumió la dirección técnica del Junior de Barranquilla para el remate del campeonato y la Copa Libertadores. Con su llegada al equipo barranquillero, terminó en la 8.ª posición del torneo y lo clasificó al cuadrangular semifinal, pero no logró clasificar al cuadrangular final siendo eliminado por el Atlético Nacional. En cuanto al torneo continental, también llegaría a la fase de cuartos de final, eliminado por el América de Cali que a la postre sería subcampeón de la justa continental. No obstante, tras la eliminación de la fase final del torneo local, fue destituido del equipo rojiblanco.
Luego de la salida de Diego Edison Umaña, en junio de 1996, tras perder la final de la Copa Libertadores de América ante River Plate, y el cuadrangular final que definió el título colombiano a favor del Deportivo Cali, García asumió la dirección técnica del América de Cali, logrando una campaña que hasta la fecha no ha sido superada estadísticamente por ningún otro equipo colombiano: Dirigió al América en 76 partidos, de los cuales ganó 41, empató 20 y perdió 15. Sumó 148 puntos, sus delanteros marcaron 113 goles y recibió 69 anotaciones en su arco. Además, ganó 14 partidos en forma consecutiva. Este desempeño sirvió para ubicar al América como el segundo mejor equipo del mundo en la temporada 1996-1997, de acuerdo con el escalafón de la Federación Internacional de Historia y Estadística de Fútbol, IFFHS. Luego de un campeonato que duró un año y medio, América de Cali derrotó al Atlético Bucaramanga en la gran final y se quedó con el título. Sin embargo, a pesar de sacar campeón al América de Cali, tuvo que salir del equipo argumentando que no era del gusto de los Rodríguez Orejuela, que por ese entonces seguían siendo los dueños del equipo.
Luego de salir del América de Cali dejándolo campeón, llegaría al Sporting Cristal de Perú en abril de 1998. Llegaría al equipo peruano con mucha expectativa, pero no logró una buena campaña con el equipo limense. Dirigió durante 22 partidos con un saldo de 10 victorias, 8 empates y 6 derrotas, logrando una pobre campaña que lo llevó a su renuncia en septiembre del mismo año por malos resultados.
En 1999 llega al Deportes Tolima; en su primera etapa con el equipo vinotinto y oro logra una campaña aceptable, terminando en la 5.ª posición del Torneo Apertura. Con la buena campaña con el Tolima, regresa por segunda vez a Millonarios en reemplazo de Jorge Luis Pinto que se iría para Alianza Lima. En su regreso al equipo azul, fue líder indiscutible del Torneo Finalización con 42 puntos y de paso obtuvo el mayor récord sin perder en la historia del fútbol colombiano de 29 fechas, superando su propio récord impuesto en 1988 de 26 fechas. En los cuadrangulares ya no mostró el mismo nivel, tanto así que el invicto de 29 fechas llegó a su fin con derrota por 3-2 ante Independiente Medellín en Bogotá, lo que causó el declive del equipo azul en el cuadrangular terminando tercero con 5 puntos, haciendo campaña pobre en la fase semifinal del campeonato.
Luego de su injusta salida de la Selección Colombia regresó nuevamente a Millonarios en junio del 2001 para afrontar el Torneo Finalización y la Copa Merconorte. En el rentado local lo ubicó en los primeros lugares de la tabla y finalmente en la 5.ª posición de la reclasificación del año. En los cuadrangulares no tuvo muy buena presentación, terminando en el último lugar con apenas 2 unidades; pero terminó ganando la Copa Merconorte como premio de consuelo y salvación de la temporada derrotando en la final al Emelec ecuatoriano, empatando en ambos partidos 1-1 pero el equipo azul se impuso en los penales 3-1 ganando su primer título internacional y el tercero con Millonarios, pues ya había ganado los títulos de 1987 y 1988. Continuó a cargo del equipo en el 2002 para el Torneo Apertura, pero solamente dirigió al equipo las primeras cuatro fechas renunciando a la dirección técnica del conjunto azul por malos resultados para pasar a ser el director deportivo del club, cargo en el que no duró mucho tiempo ya que terminaría renunciando en abril de ese año.
En enero de 2003 asume por segunda vez al Deportes Tolima, aunque inicialmente se decía que asumiría al recién ascendido Centauros Villavicencio, pero finalmente optó por dirigir al equipo tolimense. En su segunda etapa al frente del vinotinto y oro dirigió el Torneo Apertura donde no tuvo una buena campaña ocupando la posición 12. Seguiría al frente del equipo para el Torneo Finalización pese a las críticas de los hinchas y la prensa por su manejo al equipo ya que no venía de hacer una buena campaña en el torneo anterior. Para el Finalización mejoró su campaña terminando en la 6.ª posición con 27 puntos clasificando a los cuadrangulares semifinales, donde compartiría el Grupo B con Atlético Nacional, Independiente Medellín y Junior de Barranquilla. Fue un cuadrangular muy parejo, donde el equipo vinotinto y oro logró su cupo a la final venciendo a Nacional 2-0 en Ibagué; en la final se enfrentó al Deportivo Cali, venciéndolo 2-0 en Ibagué pero en Cali perdió por 3-1 teniendo que definir el título desde el punto penal, ganando 4-2 el equipo tolimense en la tanda de penales logrando el primer título de su historia y el sexto como técnico. Gracias al título logró el cupo a la Copa Libertadores 2004 donde fue ubicado en el Grupo 6 con River Plate, Deportivo Táchira y Libertad, terminando en el tercer lugar y eliminado con apenas 5 unidades. En el Torneo Apertura no pudo defender su título terminando en la posición 11 con 26 puntos haciendo una campaña irregular. Tras la floja campaña en Copa Libertadores y en el torneo local fue despedido de la dirección técnica del Deportes Tolima.
En julio de 2004 asumió como técnico de Cortuluá con el reto de salvarlo del descenso. En el Torneo Finalización logró una floja campaña terminando en la posición 12 y posteriormente descenderlo a la Primera B, renunciando en la fecha 16 dejando al equipo prácticamente descendido pero con remotas opciones de clasificar a los cuadrangulares. Finalmente lo reemplazaría Fernando Velasco.
En agosto de 2005 regresaría por segunda vez al América de Cali para reemplazar a Ricardo Gareca en la dirección técnica, que había salido del equipo por diferencias y peleas internas con los directivos. Su campaña en el Torneo Finalización fue muy buena al dejarlo 3.º en la tabla de posiciones de la fase regular, pero en los cuadrangulares tuvo un desempeño muy discreto al finalizar en el último lugar con 6 puntos. Al final del torneo se fue del club tras no conseguir los objetivos trazados en el equipo; lo reemplazaría Hernán Darío Herrera para la Temporada 2006.
De 2006 a 2009 se desempeñó como accionista y mánager deportivo de Millonarios, cargo que ocuparía hasta mayo del 2009 cuando asumió por cuarta vez la dirección técnica del equipo azul en reemplazo de Óscar Héctor Quintabani. En su regreso a los banquillos dirigió el Torneo Finalización del mismo año, haciendo una aceptable campaña terminando en la 9.ª posición con 26 puntos, a uno del grupo de los ocho. Continuó en el 2010 para el Torneo Apertura, dirigiendo únicamente siete fechas; el último partido dirigido con Millonarios fue ante Boyacá Chicó por 3-2, al término del primer tiempo abandonó el estadio y posteriormente presentó su renuncia por malos resultados concurrentes, siendo su último ciclo en el equipo azul.
Luego de cuatro años de ausencia en el fútbol colombiano, llegó en abril de 2014 al Patriotas Boyacá como director deportivo, cargo que desempeñó hasta octubre del mismo cuando se fue a dirigir al América de Cali.
En octubre de 2014 regresó por tercera vez al América de Cali para retornarlo a la Primera División. Llegó para los cuadrangulares semifinales del torneo de ascenso, pero no logró el objetivo inicial tras terminar en el último lugar con 6 unidades producto de una victoria, tres empates y dos derrotas. Se mantuvo en el 2015 para afrontar los Cuadrangulares de ascenso, donde tampoco pudo lograr el ascenso terminando último de su grupo con apenas 2 puntos producto de dos empates y una derrota. Al no lograr el ascenso con el equipo escarlata sería despedido del club, finalizando de esta manera su carrera como director técnico.

## Selección Colombia
En 1991 asumió como técnico de la Selección Colombia para la Copa América 1991 realizada en Chile, donde ocupó el cuarto lugar del certamen; se destaca el triunfo por 2-0 ante la poderosa Selección de Brasil con goles de Anthony de Ávila y Arnoldo Iguarán, siendo la primera victoria ante Brasil en torneos oficiales. Su cargo en la selección fue bastante fugaz, ya que sólo asumiría para la Copa América y los amistosos que jugaría la selección en 1991.
En febrero del 2000 asume como técnico de la Selección Colombia en reemplazo de Javier Álvarez que había sido destituido por la goleada recibida a manos de Brasil por 9-0 en el Preolímpico de Londrina. El principal objetivo era las Eliminatorias al Mundial Corea & Japón 2002, pero antes de ello se jugó la Copa de Oro de la Concacaf 2000 donde terminaría subcampeón tras perder la final 2-0 ante Canadá. En las eliminatorias tuvo un buen inicio empatando 0-0 ante Brasil y 1-1 ante Bolivia, luego ganó con contundencia por 3-0 a Venezuela pero luego perdería por 3-1 ante Argentina con amplia superioridad del conjunto albiceleste. Luego iniciaría una seguidilla de buenos resultados que ubicaron a Colombia en el 2.º lugar de la eliminatoria; vencieron 1-0 a Perú, luego sacó un valioso punto al empatar 0-0 con Ecuador, vencieron por la mínima diferencia (1-0) a Uruguay y también por el mismo resultado a Chile. Dos derrotas ante Paraguay 2-0 y ante Brasil 1-0 en el inicio de la segunda vuelta bajaron a Colombia al 6.º lugar de la tabla. Vencieron a Bolivia por 2-0 y empató 2-2 con Venezuela en un partido duro y parejo donde al final se pudo lograr el empate. Hasta ese momento estaba cumpliendo una campaña aceptable en la selección, no obstante luego del empate ante Venezuela sería destituido de la selección por Álvaro Fina, dejando al seleccionado nacional en el 5.º lugar que otorgaba cupo a repechaje y a dos puntos de los puestos directos de clasificación. Sería reemplazado por Francisco Maturana, que posteriormente ganó la Copa América 2001 ganando todos los partidos y sin recibir goles, pero finalmente no clasificó a la Copa del Mundo de Corea & Japón 2002 terminando eliminada en el 6.º lugar.

#### Participaciones en Copa América
| Copa              | Sede  | Resultado    |
| ----------------- | ----- | ------------ |
| Copa América 1991 | Chile | Cuarto lugar |

#### Participaciones en Copa Oro
| Copa                            | Sede           | Resultado  |
| ------------------------------- | -------------- | ---------- |
| Copa de Oro de la Concacaf 2000 | Estados Unidos | Subcampeón |

#### Participaciones en Eliminatorias al Mundial
| Eliminatoria                  | Resultado | Posición  |
| ----------------------------- | --------- | --------- |
| Eliminatorias Mundial de 2002 | Eliminado | 6.º lugar |

## Clubes fútbol

### Como futbolista
| País     | Club            | Año       | Partidos | Goles |
| -------- | --------------- | --------- | -------- | ----- |
| Colombia | Santa Fe        | 1968-1973 | 104      | 6     |
| Colombia | Millonarios     | 1974      | 4        | 0     |
| Colombia | Deportes Tolima | 1975      | 26       | 1     |

### Como asistente técnico[9]
| País       | Club                              | Año  | Asistente de:       |
| ---------- | --------------------------------- | ---- | ------------------- |
| Colombia   | Millonarios                       | 1983 | Juan Martín Mugica  |
| Yugoslavia | Selección de fútbol de Yugoslavia | 1984 | Todor Veselinović   |
| España     | Athletic Club                     | 1984 | Javier Clemente     |
| Argentina  | Independiente de Avellaneda       | 1985 | José Omar Pastoriza |

### Otros cargos
| País     | Club                              | Año       | Rol                    |
| -------- | --------------------------------- | --------- | ---------------------- |
| Colombia | Divisiones menores de Millonarios | 1977-1983 | Formador               |
| Colombia | Millonarios                       | 2002      | Director deportivo     |
| Colombia | Millonarios                       | 2006-2010 | Accionista minoritario |
| Colombia | Patriotas Boyacá                  | 2014      | Director deportivo     |

### Como entrenador
Nota: no se encontró ninguna fecha o partido con claridad sobre su debut como entrenador en la temporada 1985 con Deportes Quindío, mientras que en 1986 dirigió los 56 partidos del año.
| País                     | Club                            | Año                      | Partidos dirigidos |
| ------------------------ | ------------------------------- | ------------------------ | ------------------ |
| Colombia                 | Deportes Quindío                | 1985-1986                | +56                |
| Colombia                 | Millonarios                     | 1987-1990                | 210                |
| Colombia                 | Selección de fútbol de Colombia | 1991                     | 11                 |
| Colombia                 | Deportes Quindío                | 1991                     | 34                 |
| Colombia                 | Envigado F. C.                  | 1992                     | 46                 |
| Colombia                 | Independiente Medellín          | 1993-1995                | 156                |
| Costa Rica               | Deportivo Saprissa              | 1995-1996                | 37                 |
| Colombia                 | Junior                          | 1996                     | 28                 |
| Colombia                 | América de Cali                 | 1996-1997                | 76                 |
| Perú                     | Sporting Cristal                | 1998                     | 22                 |
| Colombia                 | Deportes Tolima                 | 1999                     | 22                 |
| Colombia                 | Millonarios                     | 1999                     | 34                 |
| Colombia                 | Selección de fútbol de Colombia | 2000-2001                | 21                 |
| Colombia                 | Millonarios                     | 2001-2002                | 44                 |
| Ecuador                  | Deportivo Quito                 | 2002                     | 2                  |
| Colombia                 | Deportes Tolima                 | 2003-2004                | 57                 |
| Colombia                 | Cortuluá                        | 2004                     | 16                 |
| Colombia                 | América de Cali                 | 2005                     | 10                 |
| Colombia                 | Millonarios                     | 2009-2010                | 44                 |
| Colombia                 | América de Cali                 | 2014-2015                | 10                 |
| Total partidos dirigidos | Total partidos dirigidos        | Total partidos dirigidos | +936               |

## Clubes futsal

### Como entrenador
| Club                                     | País     | Año       |
| ---------------------------------------- | -------- | --------- |
| Selección de fútbol de salón de Colombia | Colombia | 1976-1977 |

## Estadísticas como entrenador

### Clubes
| Millonarios · Colombia | 1ª    | 1987  | 56  | 31  | 20 | 5  | -  | -  | - | - | -  | -  | - | -  | 56  | 31  | 20  | 5  | 67.26% |
| Millonarios · Colombia | 1ª    | 1988  | 54  | 34  | 12 | 8  | -  | -  | - | - | 6  | 2  | 0 | 4  | 60  | 36  | 12  | 12 | 66.67% |
| Millonarios · Colombia | 1ª    | 1989  | 34  | 16  | 13 | 5  | 10 | 7  | 2 | 1 | 10 | 5  | 3 | 2  | 54  | 28  | 18  | 8  | 62.96% |
| Millonarios · Colombia | 1ª    | 1990  | 40  | 14  | 13 | 13 | -  | -  | - | - | -  | -  | - | -  | 40  | 14  | 13  | 13 | 43.33% |
| Millonarios · Colombia | 1ª    | 1999  | 28  | 11  | 14 | 3  | -  | -  | - | - | 6  | 2  | 1 | 3  | 34  | 13  | 15  | 6  | 52.95% |
| Millonarios · Colombia | 1ª    | 2001  | 31  | 12  | 7  | 12 | -  | -  | - | - | 10 | 5  | 2 | 3  | 41  | 17  | 9   | 15 | 48.78% |
| Millonarios · Colombia | 1ª    | 2002  | 3   | 1   | 1  | 1  | -  | -  | - | - | -  | -  | - | -  | 3   | 1   | 1   | 1  | 44.44% |
| Millonarios · Colombia | 1ª    | 2009  | 18  | 6   | 8  | 4  | 4  | 2  | 2 | 0 | -  | -  | - | -  | 22  | 8   | 10  | 4  | 51.51% |
| Millonarios · Colombia | 1ª    | 2010  | 9   | 2   | 2  | 5  | 3  | 1  | 1 | 1 | -  | -  | - | -  | 12  | 3   | 3   | 6  | 33.33% |
| Millonarios · Colombia | Total | Total | 273 | 127 | 90 | 56 | 17 | 10 | 5 | 2 | 32 | 14 | 6 | 12 | 332 | 151 | 101 | 70 | 55.62% |
| 1. 2.                  |       |       |     |     |    |    |    |    |   |   |    |    |   |    |     |     |     |    |        |

### En Selección
| Selección                   | Periodo                     | Periodo                     | Totales | Totales | Totales | Totales | Totales       |
| Selección                   | De                          | A                           | PJ      | PG      | PE      | PP      | Rendimiento % |
| --------------------------- | --------------------------- | --------------------------- | ------- | ------- | ------- | ------- | ------------- |
| Colombia Mayores            | 29 de enero de 1991         | 21 de julio de 1991         | 12      | 4       | 4       | 4       | 44.44%        |
| Colombia Mayores            | 12 de febrero de 2000       | 7 de mayo de 2001           | 21      | 11      | 5       | 5       | 60.32%        |
| Total en Selección Colombia | Total en Selección Colombia | Total en Selección Colombia | 33      | 15      | 9       | 9       | 54.54%        |

## Palmarés

### Como futbolista
| Título           | Club     | País     | Año  |
| ---------------- | -------- | -------- | ---- |
| Primera División | Santa Fe | Colombia | 1971 |

### Como entrenador

#### Campeonatos nacionales
| Título                      | Club            | País     | Año     |
| --------------------------- | --------------- | -------- | ------- |
| Torneo Nacional de Reservas | Millonarios     | Colombia | 1980    |
| Primera División            | Millonarios     | Colombia | 1987    |
| Primera División            | Millonarios     | Colombia | 1988    |
| Primera División            | América de Cali | Colombia | 1996/97 |
| Torneo Finalización         | Deportes Tolima | Colombia | 2003    |

#### Campeonatos internacionales
| Título                           | Club               | Sede      | Año  |
| -------------------------------- | ------------------ | --------- | ---- |
| Copa de Campeones de la Concacaf | Deportivo Saprissa | San José  | 1995 |
| Copa Merconorte                  | Millonarios        | Guayaquil | 2001 |